# 카복시헤모글로빈
카복시헤모글로빈(영어: carboxyhemoglobin, COHb, HbCO)은 일산화 탄소와 접촉시 적혈구에서 형성되는 일산화 탄소와 헤모글로빈의 안정적인 복합체이다. 카복시헤모글로빈은 종종 이산화 탄소(카복실기)와 헤모글로빈의 결합으로 형성되는 화합물(카바미노헤모글로빈)으로 오해되기도 한다. 카복시헤모글로빈이라는 용어는 일산화 탄소가 역사적 이름인 "탄소 산화물(carbonic oxide)"로 알려졌을 때 등장했으며 게르만어와 영국 영어 어원의 영향을 통해 발전했다. IUPAC 우선명은 카보닐헤모글로빈(영어: carbonylhemoglobin)이다.

## 같이 보기
- 헤모글로빈
- 메트헤모글로빈
- 카바미노헤모글로빈